# Liburni
Liburni (grčki: Λıβουρνοί, Liburnoí, latinski: Liburni) bili su narod koji je nastavao teritorij od Krke (Titius) u Dalmaciji do Raše (Arsia) u Istri te susjedne otoke. Zapadno od njih bili su Histri u Istri, a u Dalmaciji južno od Krke Delmati, dok su u unutrašnjosti njihovi susjedi bili Japodi. Novija istraživanja odbacuju njihovu pripadnost ilirskom etničkom kompleksu.

## Povijest
Provala Kelta na Balkanski poluotok koja se dogodila oko prve četvrtine 4. stoljeća pr. Kr., uzrokovala je mnoga pomicanja među tamošnjim narodima, pa i među Liburnima. Rimljani su s Liburnima te ostalim Ilirima, dolazili već rano u sukobe, i to osobito zbog gusarenja. Oni su svladali Histre i Liburne već 129. pr. Kr., tako da je 119. pr. Kr. rimska vojska nesmetano prolazila kroz njihova područja i morem i kopnom, ratujući protiv drugih ilirskih naroda. Kada je Ilirik 59. pr. Kr. ušao u prokonzularno područje Julija Cezara, Liburni su za ustanka Japoda i Delmata protiv rimske vlasti (52. pr. Kr.) ostali vjerni Rimljanima i namaknuli im pomoćne čete protiv ilirskih pobunjenika. Pošto je pobjednički završio građanski rat i ugušio republikanski pokret, Cezarov nasljednik Oktavijan je 35. pr. Kr. poveo akciju kako bi konačno pokorio buntovne Ilire, pa je u toj akciji razoružao i Liburne, zaplijenivši im njihove ratne brodove. Kada su Rimljani 9. pr. Kr. ugušili novi ilirski ustanak, ilirski su narodi bili pacificirani i tada je započelo njihovo romaniziranje koje je zahvatilo i Liburne. Rimljani su do tada jedinstvenu provinciju Ilirik podijelili u dvije: Panoniju i Dalmaciju, a u potonju je ušla i Liburnija, koja je zadržala svoje povijesne granice od Raše do Krke. Za Dioklecijanovih i Konstantinovih reformi od kraja 3. do prve polovice 4. stoljeća, jedan od triju administrativnih i sudbenih kotara na koje je bila podijeljena Dalmacija zvao se liburnijskim (conventus Liburnicus), a sjedište mu je bilo u Skradinu (Scardona). I u doba gotske vladavine u Dalmaciji (491. – 535.) još se spominje povijesno ime Liburnija. Poovicom 7. stoljeća navodi anonimni kozmograf iz Ravenne više mjesta u „hrvatskoj” Liburniji – Nin (Aenona), Karin (Corinium), Starigrad pod Velebitom (Argyruntum), Bag (Vegium), Stinica (Ortopula), Sveti Juraj (Lopsica), Senj (Senia), Crikvenica (Ad Turres), Lovran (Lauriana), Labin (Albona) i dr. – Po Liburnima je u antičko doba bio prozvan ratni brod na vesla (liburna). Materijalna kultura Liburna dobro je poznata iz istraženih naselja i nekropola u Ninu, Zadru, Vrsima i dr.

## Likovne umjetnosti
Vrsnoćom umjetničkoga stvaralaštva i tehnološkim postupcima Liburni su bili na razini ostalih nositelja kulture starijega željeznoga doba. Osim lijevanja i kovanja (nakit, oruđe, oružje), poznavali su graviranje i tehniku iskucavanja; lončarsko im je kolo bilo nepoznato. Dekorativni i figuralni elementi nose dijelom pečat osebujnosti, a dijelom se vežu s elementima kultura susjednih zemalja. Geometrijski motivi na poznatim pektoralima iz Zatona kraj Nina (meandri, vučji zubi, rombovi, cik-cak crte i sl.) imaju izvor u ranijoj autohtonoj geometrijskoj umjetnosti i geometrijskome stilu u Grčkoj, dok spiralne antene na brončanome maču iz Nina povezuju Liburniju sa širokim krugom Podunavlja i suprotne italske obale. Rijetki figuralni motivi imaju pretežito dekorativan značaj (stilizirani ljudski i životinjski likovi iz Nina, Kolana na Pagu, Zatona kraj Nina). Među nakitom se ističu masivne ogrlice izrađene od keramičkih članaka sa srcolikim privjescima, koje nastavljaju tradiciju jantarnih ogrlica istoga tipa.
U mlađe željezno doba pod latenskim su se utjecajem pojavile brončane i srebrne aplikacije na broševima (iz Nina, Baške na Krku). Već u 6. stoljeću pr. Kr. Liburni uvoze strane umjetničke predmete (askos iz Nina, jedinstven primjerak u nas), a potom i grčke vaze apulskoga tipa s crvenim figurama, a u helenističkom razdoblju i vaze tipa Gnathia. Fortifikacije megalitičkoga tipa (opus quadratum) javljaju se sa znatnim zakašnjenjem, potkraj 2. ili u prvim desetljećima 1. stoljeća pr. Kr., pod izravnim helenističkim utjecajem, i to u onim središtima koja su za Julija Cezara postala municipiji (Varvaria – Bribir, Asseria – Podgrađe).
Unatoč tomu što je proces romanizacije, osobito priobalnoga područja, znatno uznapredovao već u 1. stoljeću, Liburni ipak razvijaju neke izvorne elemente. Takav je poznati tip nadgrobnoga spomenika liburnski cippus. To je regionalni nadgrobni spomenik cilindrična tijela s koničnim završetkom, koji arhitektonskom koncepcijom ponavlja tip autohtone nastambe toga područja, a ukrasne elemente preuzima iz klasične umjetnosti. Liburnskim likovna ostvarenjem može se smatrati i poznati mramorni kip Venere iz Nina (koja se ondje štovala s epihorskim atributom Anzotica), prikazana sa svojim muškim paredrom Prijapom, te prikaz Silvana na maloj ari, također iz Nina. Domaćega su podrijetla i nadgrobne stele klesane u obliku edikule, sa zabatom, natpisnim poljem, portretima pokojnika i uobičajenim nadgrobnim ukrasom, što je na nekima od njih epigrafski potvrđeno. Poglavito su zanimljivi umjetnički predmeti izrađivani u zabačenijim mjestima, na kojima su bili primijenjeni samo neki formalni elementi rimske umjetnosti, a osnova je likovnoga oblikovanja bila i dalje tradicija iz predrimskoga doba. To vrijedi poglavito za gradine koje nastavljaju život i u rimsko doba, pa se u njima istodobno pojavljuju predmeti uvezeni iz razvijenijih područja i predmeti domaće izvedbe.

## Vanjske poveznice
- Liburni Hrvatska enciklopedija
- Liburni, Proleksis enciklopedija
- Liburni, Istarska enciklopedija